# 인동동
인동동(仁同洞)은 대한민국 경상북도 구미시 동부에 위치한 동이다.

## 개요
인동동은 ‘어질고(仁), 의로운(義) 이웃이 한마음(同)으로 화합하며 살아가는 동네’라는 뜻으로 삼한시대는 군미국, 신라시대는 사동화현, 고려시대부터 ‘인동’으로 개칭되었다. 1978년 구미시 승격으로 칠곡군 인동면에서 구미시 인동동으로 편입되어 현재 인구 53,000여명이 거주하는 강동의 중심동으로 발전하였다. 동쪽으로는 천생산이 병풍처럼 펼쳐있고 서쪽으로는 낙동강이 동네를 휘감아 돌아가는 곳에 위치하고 있다. 1980∼90년대 2·3공단개발과 주택지조성 및 공단근로자의 이주에 따른 격동기를 지나 강동의 상업과 주거의 중심지로 거듭나고 있다.

## 역사
- 1914년 5월 7일 : 칠곡군 인동면
- 1977년 2월 15일 : 구미출장소 인동지소 관할
- 1978년 2월 15일 : 구미시 승격과 동시 인동동으로 편입
- 1983년 2월 15일 : 신구동이 인동동에 편입

## 법정동
- 인의동(仁義洞)
- 황상동(黃桑洞)
- 구평동(九坪洞)
- 신동(新洞)

## 교육 기관
- 인동초등학교
- 구평초등학교
- 구평남부초등학교
- 황상초등학교
- 인의초등학교
- 천생초등학교
- 인동중학교
- 천생중학교
- 구미정보고등학교
- 인동고등학교

## 주거
| 단지명              | 건설사         | 시행사         | 주소             | 주소   | 입주       | 비고 |
| ------------------- | -------------- | -------------- | ---------------- | ------ | ---------- | ---- |
| 구미구평 부영 5단지 | ㈜동광주택산업 | ㈜부영         | 인동가산로 250-9 | 구평동 | 2001년 4월 |      |
| 구미구평 부영 1단지 | ㈜동광주택산업 | ㈜부영         | 인동45길 7       | 구평동 | 2001년 5월 |      |
| 구미구평 부영 2단지 | ㈜부영         | ㈜부영         | 인동43길 22-42   | 구평동 | 2001년 9월 |      |
| 구미구평 부영 3단지 | ㈜부영         | ㈜부영         | 인동36길 23-31   | 구평동 | 2002년 3월 |      |
| 구미구평 부영 6단지 | ㈜부영         | ㈜부영         | 인동46길 6       | 구평동 | 2002년 8월 |      |
| 구미구평 부영 8단지 | ㈜부영         | ㈜부영         | 인동46길 28      | 구평동 | 2003년 8월 |      |
| 구미구평 부영 7단지 | ㈜부영         | ㈜부영         | 인동36길 23-34   | 구평동 | 2004년 6월 |      |
| 인의 대동다숲       | ㈜대동이앤씨   | ㈜신부산업개발 | 인동17길 36      | 인의동 | 2006년 9월 |      |